# Bergskedja

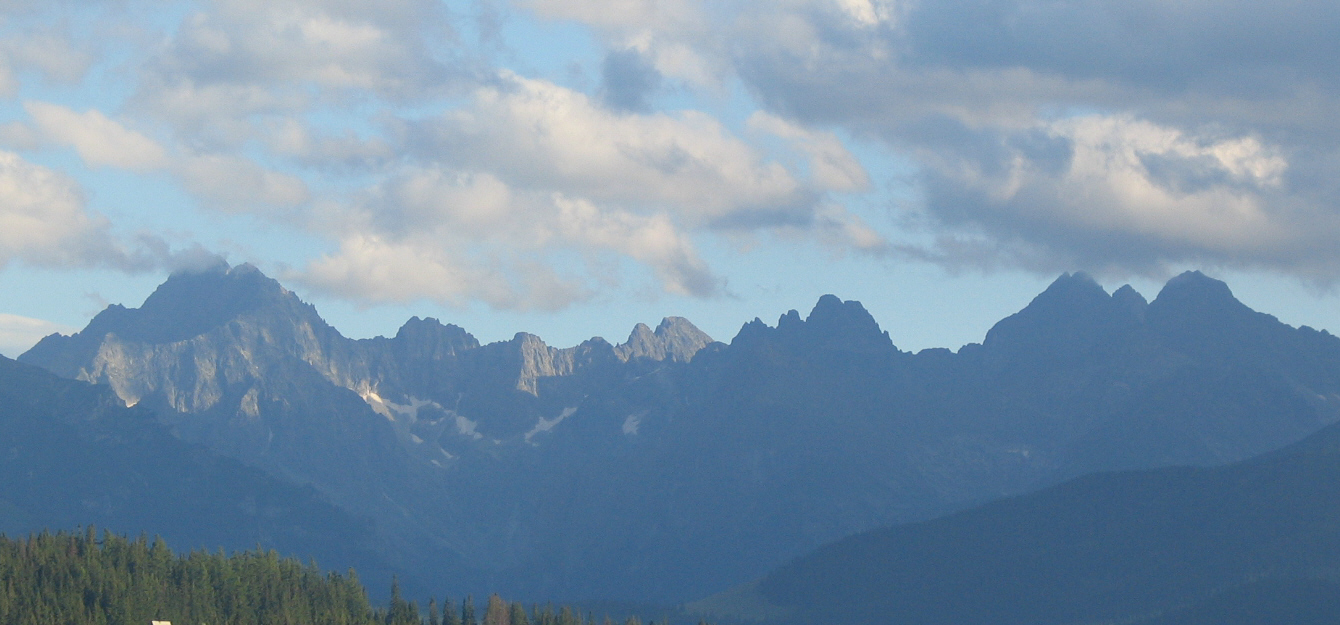
Tatrabergen är en bergskedja i Karpaterna.

En bergskedja är ett större område med sammanhängande bildning av berg. Bergskedjor bildas genom orogenes.
Exempel på bergskedjor är Alperna, Pyrenéerna, Kaledoniderna, Skanderna i Europa, Uralbergen och Kaukasus mellan Europa och Asien, Atlasbergen i Afrika, Himalaya i Asien, Klippiga bergen i Nordamerika samt Anderna i Sydamerika.